# 多诺万·米切尔
小多诺万·米切尔（英語：Donovan Mitchell Jr.，1996年9月7日—），生於紐約州艾姆斯弗德，美國職業籃球運動員。目前效力於NBA聯盟克里夫蘭騎士，場上位置為得分後衛。大學時期就讀於路易斯維爾大學。2017年NBA選秀中被丹佛金塊以第一輪第十三順位選中，後來被交易到猶他爵士。

## 早年生活
多诺万·米切尔於1996年9月7日出生於紐約州的艾姆斯弗德（Elmsford, New York）。他的父親老多诺万·米切尔（Donovan Mitchell Sr.）在美國職業棒球大聯盟的紐約大都會隊任職多年。從小老多諾萬就會帶著米切尔一起去工作，也因為如此，在耳濡目染之下，小時候的米契爾其實也深深愛著棒球。米契爾在紐約長大，之後進入格林威治的格林尼治鄉村小學就讀。

## 高中時期
米切尔原本就讀於康乃狄克州新米爾福德的坎特伯雷中學，而在高三的時候，他轉學到位於新罕布夏州沃爾夫伯勒的布魯斯特預科學院。轉學後，米契爾放棄了棒球，決心專注在籃球上，而米契爾的籃球天賦也在此時展露出來，並吸引了許多大學籃球教練的關注。
當時的米契爾已經是布魯斯特預科學院的明星球員，不過因為受傷緣故而缺席幾場比賽。之後他發現自己的名字沒有出現在當時公佈的全美最佳高中生名單中，這讓好勝心強的米契爾感到不滿，並表示：「許多我認為比我差的球員都比我的排名還要高，而對於高中生來說排名代表著一切，而我甚至沒有入選，那真的激勵了我。」
傷癒歸隊後的米契爾憑著自己的努力進入了全美最佳高中生名單，但是仍然在百名之外。在經過了一個賽季後，米契爾憑著優異的表現一口氣讓他的排名從102名爬升到了第28名。高中畢業後，米契爾選擇進入路易斯維爾大學就讀。

## 大學時期
為了表示對著名運動員麥可·喬丹的尊重及崇拜，米契爾選擇了45號作為他的球衣號碼，不過卻不是為了對籃球場上的喬丹致敬，而是對棒球場上的他。作為一名路易斯維爾大學的新生，米契爾的表現並不算太出色，場均僅繳出7.4分、3.4籃板以及1.7助攻的成績。因此米契爾放棄參加2016年NBA選秀，並在大二時，針對自己的弱點進行加強，場均表現提升至15.6分、2.7助攻和4.9籃板，入選為ACC最佳陣容第一隊。
賽季結束後，米契爾宣佈放棄剩餘學業並參加2017年NBA選秀。

### 大學統計數據
| 賽季    | 大學           | 上場次數 | 先發次數 | 上場時間 | 投篮命中率 | 三分球命中率 | 罚球命中率 | 篮板 | 助攻 | 抄截 | 阻攻 | 得分 |
| ------- | -------------- | -------- | -------- | -------- | ---------- | ------------ | ---------- | ---- | ---- | ---- | ---- | ---- |
| 2015–16 | 路易斯維爾大學 | 31       | 5        | 19.1     | 55.9       | 25.0         | 75.4       | 3.4  | 1.7  | 0.8  | 0.1  | 7.4  |
| 2016–17 | 路易斯維爾大學 | 34       | 33       | 35.7     | 46.3       | 35.4         | 80.6       | 4.9  | 2.7  | 2.1  | 0.5  | 15.6 |
| 生涯    |                | 65       | 38       | 26.0     | 49.7       | 32.9         | 78.8       | 4.1  | 2.2  | 1.5  | 0.3  | 11.7 |

## 職業生涯

### 猶他爵士（2017-2022）
犹他爵士的總管丹尼斯·林賽先前就已對米契爾感到興趣，因此在2017年NBA选秀進行前，犹他爵士从丹佛金塊交易來首輪第十三顺位的选秀权，随后用第十三顺位选秀权选中米契爾。2017年7月5日，米切爾和爵士隊簽下了一份四年1456万美元的新秀合約，其中2019–20賽季、2020–21赛季拥有球队选项。
2017年10月18日，米契爾於爵士對上丹佛金塊的比賽中首次亮相，並貢獻了10分和4次助攻。2017年10月29日，在爵士主场96−81战胜洛杉磯湖人的比赛中，米契爾以替补球員身份出场27分钟，並攻下22分、3篮板以及3抄截，成为爵士队史自2011年4月的高登·海沃德之後首位替补出场至少能得到22分的新秀球员。
2017年12月1日，爵士於主場生活智能家居球館迎戰紐奧良鵜鶘，米契爾全場25投13中，三分球12投6中，11罰9中，攻下職業生涯新高的41分以及4籃板和4助攻，其中他在第四節最後關鍵時刻獨拿了12分，帶領爵士隊扭轉落後的局面，最終以114−108擊敗鵜鶘。米契爾也成為自2010年的布雷克·葛里芬以來首位單場至少能得到40分的新秀球员。
2017年12月6日，爵士以94−100负于奧克拉荷馬雷霆的比赛中，米契爾出场36分钟，22投11中得到了31分、4助攻以及1篮板，这也是他连续第四场比赛至少得到20分，队史30年来第一人。且本赛季米契爾已经有五场比赛至少得到25分，成为自卡尔·马龙後单场比赛至少得到25分的场次最多的爵士新秀。在本赛季已经进行的二十五场比赛中，米契爾共命中了61记三分球，是有统计以来在前二十五场比赛中三分球命中数最多的新秀，此表現使得米契爾被獲選為西區12月最佳新秀。2018年2月5日，因奧蘭多魔術前鋒亞倫·高登受傷緣故，米契爾頂替高登參加2018年NBA扣籃大賽。他在第一輪比賽中獲得了48分和50分，之後於決賽中首次灌籃拿下滿分50分，最後再以文斯·卡特的大風車灌籃奪下48分，以2分差距險勝克里夫蘭騎士的小賴瑞·南斯。
2018年4月24日，爵士以113−96戰勝奧克拉荷馬雷霆的比赛中，米契爾出戰39分鐘，28投13中得到33分、7籃板、3助攻和1阻攻，刷新了個人生涯季後賽單場得分紀錄，此前的紀錄是28分，是在4月19日爵士以102−95戰勝雷霆的比賽中得到的。米契爾成為了繼布蘭登·詹寧斯（2010年4月18日對陣老鷹得到34分）後，首位能在季後賽中得到至少30分的新秀。根據爵士官方的統計，米契爾本場得到33分刷新了爵士隊史新秀季後賽單場得分紀錄。此前的紀錄保持者是卡爾·馬龍，他在1986年4月21日對陣獨行俠的比賽中得到31分。
2020年1月30日，米切爾職業生涯首次入選NBA全明星賽，入選西部聯盟替補陣容參加2020年NBA全明星賽。3月12日，米契爾被確診感染了新型冠狀病毒肺炎，使他成為自隊友鲁迪·戈贝尔後，第二位確診感染肺炎的NBA球員。
2020年8月18日，米契爾於季後賽首輪首場面對丹佛金塊的比賽中，奪得57分打破郵差馬龍的隊史紀錄，單場57分也是NBA史上季後賽第三高得分，可惜後面接連輸掉5、6及第7場系列賽，沒辦法帶領球隊晉級下一輪。
2020年11月22日，與爵士隊簽下5年1億9500萬美金的延長合約，其中1億6300萬美金為保障金額。
2020-21賽季，米切爾獲入選2021年NBA全明星賽西部替補陣容，這也是他連續第二次入選全明星。爵士的常规赛表现非常出色。他们拥有全联盟最好的战绩（52胜20负），但在西部半决赛以2:4被洛杉矶快船淘汰。
2022年2月3日，米切爾入選2022年NBA全明星賽的西部替補陣容，這也是他連續第三次入選全明星。4月16日，在季後賽首輪第一場比賽中，他拿下32分、6個籃板和6次助攻，幫助球隊以99-93戰勝達拉斯獨行俠。儘管他在第六場比賽中拿下23分、8個籃板和9次助攻，但爵士還是在六場比賽中輸給了獨行俠，最終以98-96慘敗。在季後賽再次令人失望之後，爵士決定在休賽期交易米切爾和戈貝爾。

### 克里夫蘭騎士（2022-至今）
2022年9月1日，米切爾被交易到克里夫蘭騎士，換取勞里·馬爾卡寧、柯林·塞克斯頓和奧凱·阿格巴吉，三個首輪選秀權和2個選秀權互換。
2023年1月3日，米切爾帶領騎士主場迎戰芝加哥公牛，與公牛廝殺到二度延長賽，並以145-134贏得勝利。此役米切爾出戰50分鐘，得到71分8籃板11助攻，刷新個人、隊史得分紀錄，這是自2006年科比·布萊恩特拿下81分以來，NBA球員單場得分最高的一場比賽。也超越菲尼克斯太陽當家球星德文布克在2017年對上波士頓塞爾提克創下的70分，成為現役單場得分最高的球員，也是NBA史上第七位單場得到70分以上的球員。1月26日，米切爾入選2023年NBA全明星賽東區先發陣容，這是他連續第四次入選，也是第一次入選先發。
4月15日，米切爾在騎士隊季後賽首秀中拿下38分、5個籃板、8次助攻和3次抄截，騎士以101-97輸給紐約尼克。米切爾的38分創造了球員季後賽首秀得分的球隊紀錄，他也成為繼阿倫·艾弗森之後第一位在前40場季後賽中有20場得分超過30分的球員。在騎士季後賽首輪系列賽對陣紐約尼克的第二場比賽中，米切爾送出季後賽生涯新高的13次助攻，幫助球隊以107-90獲勝，將系列賽打成平局。儘管米切爾在第五場比賽中拿下28分、7個籃板和5次助攻，但騎士隊在連續三場輸給尼克後還是以1:4被淘汰。

## 職業生涯數據

#### 例行賽
| 賽季    | 球隊   | GP  | GS  | MPG  | FG%  | 3P%  | FT%   | RPG | APG | SPG | BPG | PPG  |
| ------- | ------ | --- | --- | ---- | ---- | ---- | ----- | --- | --- | --- | --- | ---- |
| 2017–18 | UTA    | 79  | 71  | 33.4 | .437 | .340 | .805  | 3.7 | 3.7 | 1.5 | 0.3 | 20.5 |
| 2018–19 | UTA    | 77  | 77  | 33.7 | .432 | .362 | .806  | 4.1 | 4.2 | 1.4 | 0.4 | 23.8 |
| 2019–20 | UTA    | 69  | 69  | 34.3 | .449 | .366 | .863  | 4.4 | 4.3 | 1.0 | 0.2 | 24.0 |
| 2020–21 | UTA    | 53  | 53  | 33.4 | .438 | .386 | .845  | 4.4 | 5.2 | 1.0 | 0.3 | 26.4 |
| 2021–22 | UTA    | 67  | 67  | 33.8 | .448 | .355 | .853  | 4.2 | 5.3 | 1.5 | 0.2 | 25.9 |
| 2022–23 | CLE    | 68  | 68  | 35.8 | .484 | .386 | .867  | 4.3 | 4.4 | 1.5 | 0.4 | 28.3 |
| 2023–24 | CLE    | 55  | 55  | 35.3 | .462 | .368 | .865  | 5.1 | 6.1 | 1.8 | 0.5 | 26.6 |
| 2024–25 | CLE    | 71  | 71  | 31.4 | .443 | .368 | .823  | 4.5 | 5.0 | 1.3 | 0.2 | 24.0 |
| 生涯    | 生涯   | 539 | 531 | 33.8 | .449 | .366 | .840  | 4.3 | 4.7 | 1.4 | 0.3 | 24.7 |
| 明星賽  | 明星賽 | 6   | 3   | 17.7 | .418 | .364 | 1.000 | 4.2 | 4.2 | 1.3 | 0.3 | 12.3 |

#### 季後賽
| 賽季 | 球隊 | GP | GS | MPG  | FG%  | 3P%  | FT%  | RPG | APG | SPG | BPG | PPG   |
| ---- | ---- | -- | -- | ---- | ---- | ---- | ---- | --- | --- | --- | --- | ----- |
| 2018 | UTA  | 11 | 11 | 37.4 | .420 | .313 | .907 | 5.9 | 4.2 | 1.5 | 0.4 | 24.4  |
| 2019 | UTA  | 5  | 5  | 38.6 | .321 | .256 | .727 | 5.0 | 3.2 | 1.6 | 0.2 | 21.4  |
| 2020 | UTA  | 7  | 7  | 37.7 | .529 | .516 | .948 | 5.0 | 4.9 | 1.0 | 0.3 | 36.3* |
| 2021 | UTA  | 10 | 10 | 34.6 | .447 | .435 | .829 | 4.2 | 5.5 | 1.1 | 0.2 | 32.3  |
| 2022 | UTA  | 6  | 6  | 38.2 | .398 | .208 | .881 | 4.3 | 5.7 | 0.7 | 0.5 | 25.5  |
| 2023 | CLE  | 5  | 5  | 41.3 | .433 | .289 | .722 | 5.0 | 7.2 | 2.0 | 0.6 | 23.2  |
| 2024 | CLE  | 10 | 10 | 38.2 | .476 | .354 | .815 | 5.4 | 4.7 | 1.3 | 0.3 | 29.6  |
| 2025 | CLE  | 9  | 9  | 32.0 | .443 | .333 | .742 | 4.7 | 3.9 | 1.9 | 0.3 | 29.6  |
| 生涯 | 生涯 | 63 | 63 | 36.8 | .440 | .355 | .825 | 5.0 | 4.8 | 1.4 | 0.3 | 28.3  |

## 外部連結
1. ↑  . si.com. Sports Illustrated. 8 August 2014  [15 December 2017]. （原始内容存档于2017-12-16）.
2. ↑  Greer, Jeff. . The Courier-Journal. 10 November 2016  [15 December 2017]. （原始内容存档于2020-06-06）.
3. ↑  Greer, Jeff. . The Courier-Journal. 22 March 2017  [15 December 2017]. （原始内容存档于2023-06-19）.
4. ↑  . news.com.au. 2017-12-02  [2017-12-15]. （原始内容存档于2018-06-24）.
5. ↑  . NBA.com. 2018-02-05  [2018-02-06]. （原始内容存档于2018-06-17）.
6. ↑  Kaskey-Blomain, Michael. . CBSSports.com. 2020-03-12  [2020-03-12]. （原始内容存档于2020-07-12）.
7. ↑  Rohrbach, Ben. . Yahoo! Sports. September 1, 2022  [September 3, 2022]. （原始内容存档于2022-09-26）.
8. ↑  Cavaliers. . Cavs.com. NBA/Turner.   [3 September 2022]. （原始内容存档于2022-09-27）.